# Masterpiece (EP)
Masterpiece é o primeiro extended play (EP) do Misamo, uma subunidade do grupo feminino Twice. Foi lançado pela Warner Music Japan em 26 de julho de 2023. O EP contém sete faixas, incluindo o single principal "Do Not Touch" e o o single pré-lançado "Marshmallow".

## Antecedentes
Momo, Sana e Mina lançaram a música "Bouquet" para a série de televisão Liaison: Children's Heart Clinic da TV Asahi em 25 de janeiro de 2023. Em 9 de fevereiro, a JYP Entertainment anunciou que o trio estrearia como Misamo com um extended play (EP) de sete faixas, incluindo "Bouquet", em 26 de julho. Em 14 de junho, eles confirmaram Masterpiece como título do álbum e revelaram a tracklist. "Marshmallow" foi pré-lançado digitalmente em 16 de junho, junto com seu videoclipe. O single principal, "Do Not Touch", foi pré-lançado digitalmente no dia 14 de julho junto de um videoclipe.
| Lista de faixas de "Masterpiece" |                         |                         |         |  |
| N.º                              | Título                  | Arrangement             | Duração |  |
| 1.                               | "Do Not Touch"          | MRey                    | 3:05    |  |
| 2.                               | "Behind the Curtain"    | Alysa                   | 2:58    |  |
| 3.                               | "Marshmallow"           | Gregersen Victor        | 3:02    |  |
| 4.                               | "Funny Valentine"       | Realmeee Ejae Bruzenak  | 3:17    |  |
| 5.                               | "It's Not Easy for You" | NicoTheOwl (Number K)   | 2:20    |  |
| 6.                               | "Rewind You"            | MarkAlong Brian U       | 3:17    |  |
| 7.                               | "Bouquet"               | Takashi Fukuda Yamamoto | 4:24    |  |
| Duração total:                   | Duração total:          | Duração total:          | 22:23   |  |

## Desempenho comercial
Masterpiece estreou em primeiro lugar na parada semanal de álbuns da Oricon com 154.880 cópias vendidas. Esta foi a maior venda de álbuns na primeira semana para uma artista feminina em 2023.